# Fort Ransom
Fort Ransom es una ciudad ubicada en el condado de Ransom en el estado estadounidense de Dakota del Norte. En el censo de 2010 tenía una población de 77 habitantes y una densidad poblacional de 98,44 personas por km².

## Geografía
Fort Ransom se encuentra ubicada en las coordenadas 46°31′28″N 97°55′52″O / 46.52444, -97.93111. Según la Oficina del Censo de los Estados Unidos, Fort Ransom tiene una superficie total de 0.78 km², de la cual 0,78 km² corresponden a tierra firme y (0 %) 0 km² es agua.

## Demografía
Según el censo de 2010, había 77 personas residiendo en Fort Ransom. La densidad de población era de 98,44 hab./km². De los 77 habitantes, Fort Ransom estaba compuesto por el 100 % blancos. Del total de la población el 2,6 % eran hispanos o latinos de cualquier raza.